# Hideo Itokawa
Pour les articles homonymes, voir Itokawa.
Hideo Itokawa (糸川 英夫, Itokawa Hideo, né le 20 juillet 1912 à Tokyo et mort le 21 février 1999 à Nagano), surnommé au Japon le « Docteur Fusée », est un pionnier de l'astronautique japonaise ; il a joué un rôle majeur dans la naissance du programme spatial de son pays.

## Biographie
Hideo Itokawa est un enfant précoce qui, dès son plus jeune âge, s'intéresse aux sciences et aime réaliser des expériences. Son autre passion est la musique et alors qu'il est encore lycéen il lui arrive de jouer du violoncelle dans un orchestre. Malgré sa petite taille il aime également les sports et pratique la natation, le ski, le nautisme et le baseball. La traversée de l'Atlantique en 1927 par Charles Lindbergh à bord du Spirit of Saint Louis marque le jeune Hideo Itokawa et il décide de se lancer dans une carrière aéronautique. Pour parvenir à cet objectif  il fait des études d'ingénierie aéronautique à l'université de Tōkyō et en sort diplômé en 1935. 
À la fin des années 1930 il tente de devenir officier de l'Armée japonaise mais sa candidature n'est pas retenue pour des raisons de santé. À partir de 1939 il rentre comme ingénieur chez le constructeur aéronautique Nakajima et conçoit notamment l'avion de chasse Nakajima Ki-43 qui jouera un rôle important durant la Seconde Guerre mondiale. Parallèlement il devient enseignant/chercheur à l'université de Tōkyō d'abord comme maître de conférence en 1939 puis comme professeur en 1948. Après sa défaite en 1945, le Japon est démilitarisé par les États-Unis et toutes les recherches dans le domaine aéronautique sont proscrites. Itokawa doit se reconvertir dans l'instrumentation médicale. Ce n'est qu'en 1952, avec l'entrée en vigueur du Traité de San Francisco, que les travaux dans le domaine aéronautique sont de nouveau autorisés. En 1949, Itokawa passe sa thèse de doctorat sur les qualités acoustiques de la flûte et du violon.
Son talent dans le domaine de l'instrumentation médicale est remarqué et il est invité en 1953 à donner une conférence à l'école de médecine de l'université de Chicago aux États-Unis. Durant ce séjour  dans ce pays, d'une durée de six mois,  il découvre une thèse intitulée What will happen if a human being is able to fly into space?,. Il prend alors connaissance des recherches effectuées sur les fusées par les États-Unis et décide de se tourner vers ce domaine. 
De retour au Japon, il forme un groupe de recherche au sein de l'université de Tōkyō et réussit à obtenir le soutien de plusieurs industriels. Alors que, dans tous les autres pays, les travaux de recherche sur les fusées portent sur  la propulsion à ergols liquides, les ingénieurs japonais choisissent de développer des fusées utilisant une propulsion à propergol solide. Ce choix d'architecture influera fortement sur les développements japonais au cours des trois décennies suivantes.Ces travaux débouchent sur la mise au point la fusée Pencil (Crayon, en référence à ses dimensions). Cette petite fusée à propulsion à propergol solide d'un diamètre de 1,8 cm pour 30 cm de long effectue son premier vol en août 1955.
Petit à petit, ses travaux prennent de l'ampleur et la fusée Pencil est suivie par les modèles Baby, Kappa et Lambda qui atteignent une altitude de 1 000 km en 1964. En avril 1964, il est placé à la tête du nouvel Institut des sciences spatiales et astronautiques (ISAS) de l'université de Tōkyō. Il supervise la conception du premier satellite japonais, Ōsumi et celle de la fusée qui doit le lancer. Trois tentatives de lancement ont lieu entre septembre 1966 et avril 1967, qui se soldent toutes par des échecs.
Devant ces échecs, il décide de développer une nouvelle gamme de lanceurs, la famille Lambda, en ayant recours à l'aide des États-Unis, qui évitent ainsi l'apparition d'une nouvelle puissance spatiale qui ne serait pas sous son contrôle. L'armée américaine fournira donc les plans de la petite fusée sonde X-17H à propergol solide, ne voulant pas que les japonais aient tout de suite accès à la technologie de la propulsion à ergols liquides, ce qui impactera fortement la suite du programme de développement de lanceurs japonais.
Les États-Unis, encore, dont certains responsables s'alarment des développements du Japon dans le domaine des moteurs à propergol solide, proposent à cette époque au gouvernement japonais d'utiliser des lanceurs américains mais Itokawa s'oppose fermement à cette option, arguant que le Japon doit pouvoir maîtriser cette technologie. À la suite d'une campagne de presse hostile déclenchée par le grand quotidien Asahi Shimbun, il donne sa démission en 1967 et quitte à jamais la recherche spatiale. Son lanceur parvient finalement à placer Ōsumi en orbite en 1970 à la cinquième tentative, faisant du Japon le quatrième pays à avoir la capacité de placer des satellites en orbite.
En plus de l'astronautique, Hideo Itokawa s'intéresse beaucoup aux ballets. Il commence à prendre des cours en 1973 et va jusqu'à se produire en 1978 dans le Roméo et Juliette de Sergueï Prokofiev en interprétant le rôle du père de Roméo. Il écrit 49 livres, dont plusieurs romans.
L'astéroïde (25143) Itokawa, qui été étudié par la sonde spatiale japonaise Hayabusa a été nommé en son honneur.

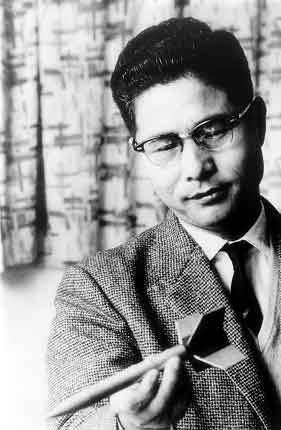
Hideo Itokawa et un exemplaire de sa fusée crayon (pencil).
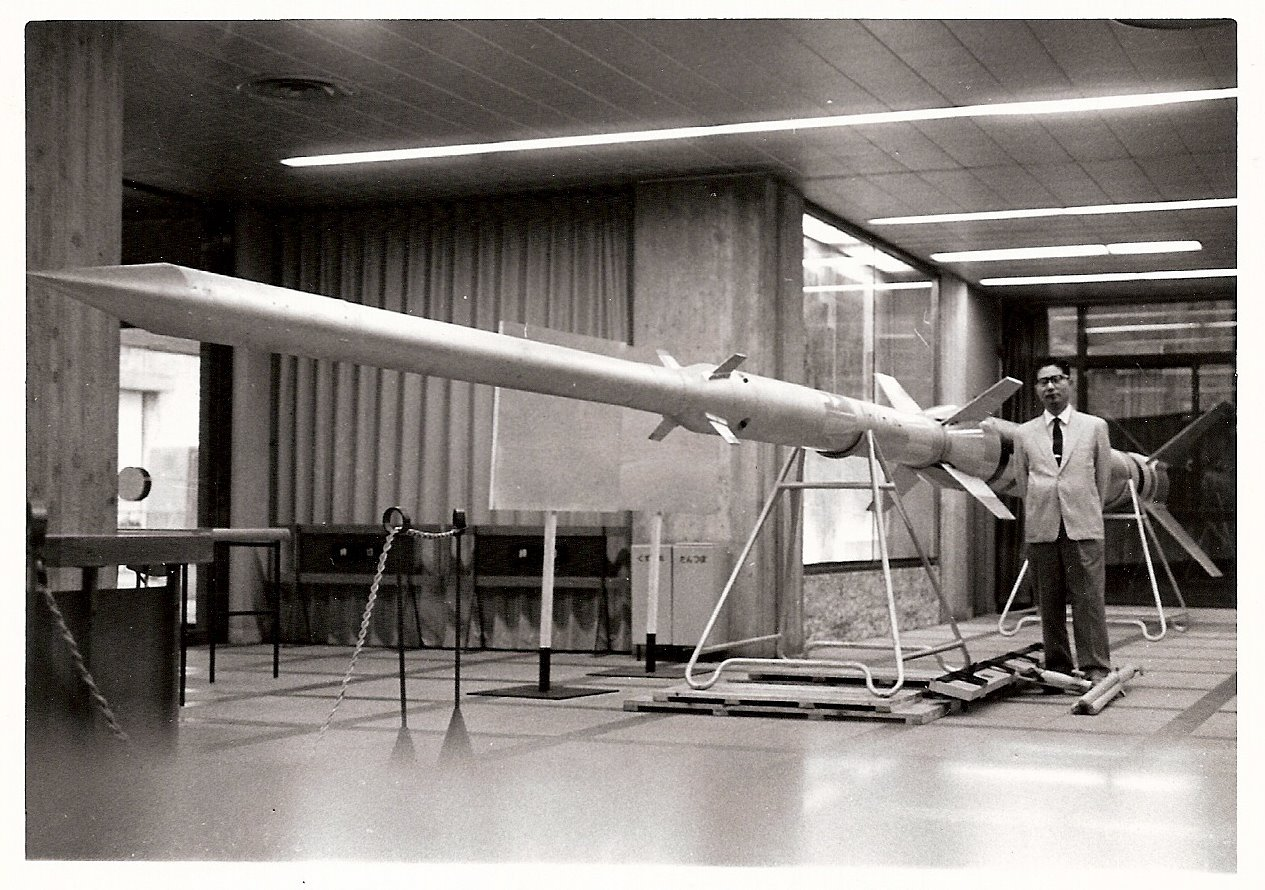
Hideo Itokawa et une fusée-sonde Kappa-9L à trois étages.